# 奥古斯特·迪尔
奧古斯特·迪尔（德語：August Diehl，德語發音：[aʊ̯ˈɡʊst diːl]；1976年1月4日—）是一位德国舞台剧兼电影演员，他因扮演《无耻混蛋》中的盖世太保少校、《特務間諜》中女主角的丈夫和奥斯卡最佳外语片《伪钞制造者》的主角而被国际观众熟知。

## 演艺生涯
迪尔出生于柏林，父亲为演员汉斯·迪尔（Hans Diehl），母亲为服装设计师。他在成长过程中经常搬家，曾居住于汉堡、维也纳、杜塞尔多夫、巴伐利亚州和法国。他中学就读于华德福学校，于18岁时在学校出演了弗里德里希·席勒的舞台剧《强盗》。完成德国高考后，他进入著名的恩斯特·布什戏剧学院学习表演。迪尔的榜样为演员格尔特·沃斯和罗伯特·德尼罗，他也与前者有过合作。

## 私生活
迪尔于1999年和演员尤莉娅·马利克结婚，他们俩在2008年5月在鲁尔戏剧节上一起表演。2009年5月23日，迪尔夫妇有了第一个孩子，他们的女儿在柏林出生。
迪尔会弹吉他，能说德语、西班牙语、法语和英语。

## 电影作品
- 1998: 《死亡密码23（英语：23 (movie)）》
- 1998: Entering Reality
- 1999: Die Braut
- 1999: Poppen
- 2000: Kalt ist der Abendhauch
- 2000: Hilflos
- 2000: Der Atemkünstler
- 2001: Love the Hard Way
- 2002: Tattoo
- 2002: Haider lebt – 1. April 2021
- 2003: Anatomie 2
- 2003: Lichter
- 2003: Birkenau und Rosenfeld (La petite prairie aux bouleaux)
- 2004: 《诱惑假期》
- 2004: Der neunte Tag
- 2004: Feuer in der Nacht (Live übertragener Fernsehfilm)
- 2004: Mouth to Mouth
- 2005：Kabale und Liebe
- 2005：Wattläufer
- 2006：Slumming
- 2006：Ich bin die Andere
- 2007：《伪钞制造者》
- 2007：Freischwimmer
- 2007：Nichts als Gespenster
- 2008：Herrn Kukas Empfehlungen
- 2008：Buddenbrooks
- 2008：Dr. Alemán
- 2008：Anonyma – Eine Frau in Berlin
- 2009：《无耻混蛋》
- 2010：Wenn einer von uns stirbt, geh ich nach Paris (Erzählerstimme)
- 2010：《特務間諜》
- 2010：Die kommenden Tage
- 2011：Wer wenn nicht wir
- 2011：Schiffsverkehr (Musikvideo von Herbert Grönemeyer)
- 2012：Wir wollten aufs Meer
- 2012：Confession (Confession of a Child of the Century)
- 2012：《哈克费恩历险记（德语：Die Abenteuer des Huck Finn）》
- 2013：《去里斯本的夜车（英语：Night Train to Lisbon (film)）》
- 2013：《艾拉女士（德语：Frau Ella）》
- 2018：《巴黎之王：闇黑正義（德语：The Emperor of Paris）》
- 2020：《金牌特務：金士曼起源》
- 2024：《Bonhoeffer: Pastor. Spy. Assassin.》 - 飾演馬丁·尼莫拉

## 奖项
- 1998年 巴伐利亚电影奖（英语：Bayerischer Filmpreis） - 最佳男主角（《死亡密码23（英语：23 (movie)）》）[4]

- 1999年 德國電影獎 - 最佳男主角（《死亡密码23（英语：23 (movie)）》）
- 2004年 温蒂妮奖（ - 故事片类最佳新人演员（《诱惑假期》）
- 2005年 德国影评人协会奖（英语：German Film Critics Association Awards） - 最佳男演员（《诱惑假期》）
- 2009年 银幕演员工会奖（英语：Screen Actors Guild Award for Outstanding Performance by a Cast in a Motion Picture） - 电影类最佳群演（《无耻混蛋》）